# A Salty Dog
A Salty Dog – trzeci album studyjny angielskiego zespołu rockowego Procol Harum, wydany w 1969 roku przez wytwórnie Regal Zonophone (Wielka Brytania) i A&M (Stany Zjednoczone).

## Lista utworów
Opracowano na podstawie materiału źródłowego.
Wydanie LP:
Strona A
| Nr | Tytuł utworu                 | Słowa      | Muzyka                       | Długość |
| -- | ---------------------------- | ---------- | ---------------------------- | ------- |
| 1. | „A Salty Dog”                | Keith Reid | Gary Brooker                 | 4:36    |
| 2. | „The Milk of Human Kindness” | Keith Reid | Gary Brooker                 | 3:42    |
| 3. | „Too Much Between Us”        | Keith Reid | Gary Brooker, Robin Trower   | 3:39    |
| 4. | „The Devil Came from Kansas” | Keith Reid | Gary Brooker                 | 4:33    |
| 5. | „Boredom”                    | Keith Reid | Gary Brooker, Matthew Fisher | 4:29    |
|    |                              |            |                              | 20:59   |

Strona B
| Nr | Tytuł utworu            | Słowa      | Muzyka         | Długość |
| -- | ----------------------- | ---------- | -------------- | ------- |
| 1. | „Juicy John Pink”       | Keith Reid | Robin Trower   | 2:03    |
| 2. | „Wreck of the Hesperus” | Keith Reid | Matthew Fisher | 3:43    |
| 3. | „All This and More”     | Keith Reid | Gary Brooker   | 3:48    |
| 4. | „Crucifiction Lane”     | Keith Reid | Robin Trower   | 4:55    |
| 5. | „Pilgrim’s Progress”    | Keith Reid | Matthew Fisher | 4:27    |
|    |                         |            |                | 18:56   |

## Twórcy
Opracowano na podstawie materiału źródłowego.
Muzycy:
- Gary Brooker – śpiew, fortepian, czelesta, gitara, dzwonki, harmonijka ustna, flet, instrumenty dęte, orkiestracja, aranżacja
- Matthew Fisher – organy, marimba, gitara akustyczna, gitara rytmiczna, fortepian, flet, śpiew (A5, B2, B5), orkiestracja, aranżacja
- Robin Trower – gitara prowadząca, gitara akustyczna, tamburyn, śpiew (B4)
- David Knights – gitara basowa
- B.J. Wilson – perkusja, kongi, tabla
- Keith Reid – teksty

Dodatkowi muzycy:
- Kellogs – gwizdek bosmański

Produkcja:
- Matthew Fisher – produkcja muzyczna
- Ken Scott – inżynieria dźwięku (A1-A5, B3-B5)
- Ian Stuart – inżynieria dźwięku (B1)
- Henry Lewy – inżynieria dźwięku (B2)
- Dickinson – projekt oprawy graficznej